# 7093 Jonleake
7093 Jonleake este un asteroid din centura principală, descoperit pe 26 iulie 1992, de Eleanor Helin.